# محمد الجدي
محمد الجدي ولد في 20 أبريل 1922 في القصور وتوفي في 16 يناير 1979 في السلوقية، هو سياسي تونسي.

## السيرة الذاتية
انضم محمد الجدي للحزب الحر الدستوري الجديد في 1941، وتحمل عدة مهام حزبية في مسقط رأسه القصور وأيضا في قفصة.

انتخب غداة الاستقلال في المجلس القومي التأسيسي في 25 مارس 1956، وأدى اليمين في 8 أبريل. أصبح بعدها وفي نفس الوقت مكلفا بعدة مهام إدارية في وزارة الداخلية ووزارة الفلاحة.

عين في 1958 مديرا عاما لديوان إحياء أراضي وادي مجردة. بقي في هذا المنصب حتى 1964، حيث عين في 12 نوفمبر 1964 في منصب وزير الفلاحة في حكومة الحبيب بورقيبة الثانية. طوال مدة توليه الوزارة زار عدة دول أوروبية مثل ألمانيا الشرقية لدراسة تنمية التعاون في المجال الفلاحي، ورومانيا لدراسة الطرق الزراعية لهذه الدولة، خاصة في مجال تربية الحيوان. فاوض في 1967 قرضا بحوالي أربعة ملايين دينار تونسي مع السلطات الألمانية لاستعمالها في المجال الزراعي.

غادر محمد الجدي منصبه في 26 يوليو 1967، وعين في 1 نوفمبر الموالي كسفير لبلاده في سويسرا. انتهت مهمته الدبلوماسية في يوليو 1969.

عين في 5 يناير 1970 رئيسا للجنة البرلمانية المكلفة بالتحقيق في سوء إدارة وزير التخطيط والاقتصاد أحمد بن صالح.